# Nederlands kampioenschap dammen vrouwen 2015
Het Nederlands kampioenschap dammen voor vrouwen 2015 vond plaats van woensdag 11 tot en met dinsdag 17 maart 2015 in Zoutelande. Vitalia Doumesh werd voor de tweede keer Nederlands kampioen.

## Plaatsing
Automatisch geplaatst voor de finale waren Vitalia Doumesh (2e in het NK 2014), Leonie de Graag (sponsorplaats vanwege 2e plaats in het NK 2013), Heike Verheul (3e in het NK 2013 maar heeft niet deelgenomen aan het NK2014), en Ester van Muijen, de speelster met de hoogste rating (1122) van de overige deelneemsters.
Omdat er een beperkt aantal aanmeldingen was voor de halve finales, is de keus gemaakt  voor het samenvoegen van de halve finales met de finale in één evenement.
Op woensdag 11 maart is het toernooi gestart met de 2 halve finales met elk 4 speelsters. De nummers 1 en 2 uit beide halve finales (Laura Timmerman en Iepie Poepjes-Koopman, resp. Denise van Dam en Barbara Graas) gingen daarna door naar de finale met 8 speelsters.

## Resultaten
| Nummer |                       | Titel | KNDB-rating | 1 | 2  | 3  | 4 | 5  | 6  | 7 | 8 | Punten | Winst | + Remise | - Remise |
| ------ | --------------------- | ----- | ----------- | - | -- | -- | - | -- | -- | - | - | ------ | ----- | -------- | -------- |
| 1      | Vitalia Doumesh       |       | 1235        |   | 2  | 1  | 1 | 1  | 1  | 1 | 2 | 9      | 2     | 0        | 0        |
| 2      | Denise van Dam        | MIF   | 1026        | 0 |    | 2  | 1 | 1- | 2  | 2 | 0 | 8      | 3     | 0        | 1        |
|        | Heike Verheul         | MIF   | 1253        | 1 | 0  |    | 2 | 2  | 1- | 2 | 0 | 8      | 3     | 0        | 1        |
| 4      | Leonie de Graag       |       | 1046        | 1 | 1  | 0  |   | 2  | 1  | 1 | 1 | 7      | 1     | 0        | 0        |
| 5      | Barbara Graas         | MIF   | 1011        | 1 | 1+ | 0  | 0 |    | 2  | 0 | 2 | 6      | 2     | 1        | 0        |
|        | Ester van Muijen      |       | 1122        | 1 | 0  | 1+ | 1 | 0  |    | 2 | 1 | 6      | 1     | 1        | 0        |
| 7      | Laura Timmerman       |       | 1070        | 1 | 0  | 0  | 1 | 2  | 0  |   | 2 | 6      | 2     | 0        | 0        |
|        | Iepie Poepjes-Koopman | MFF   | 967         | 0 | 2  | 2  | 1 | 0  | 1  | 0 |   | 6      | 2     | 0        | 0        |